# Dinosaur Jr.
A Dinosaur Jr. (eredetileg csak Dinosaur) amerikai rockegyüttes. Tagjai: J Mascis, Murph és Lou Barlow. Volt tagok: Mike Johnson és George Berz. Alternatív, indie és noise rockot játszanak. 1984-ben alakultak meg a massachusettsi Amherstben. A "Jr." (junior) szót azért tették a névhez az együttes tagjai, mert többen is perrel fenyegették a zenekart.
A zenekar gyökerei egy Deep Wound  nevű hardcore punk/grindcore együttesre vezethetők vissza, J Mascis és Lou Barlow ugyanis itt doboltak. Miután ez a zenekar feloszlott, a tagok megalapították saját zenekarokat: ez lett a Dinosaur. Stílusuk gyökeresen megváltozott, ugyanis a Deep Wound kemény grindcore és hardcore punk zenéjével ellentétben a Dinosaur Jr inkább az alternatív rock és az indie rock műfajokban zenél. 1997-ben feloszlottak, de 2005 óta megint együtt vannak.
Pályafutásuk alatt 11 nagylemezt dobtak piacra. Barlow később új együtteseket alapított, Sebadoh, illetve Folk Implosion neveken.

## Diszkográfia
Stúdióalbumok
- Dinosaur (1985)
- You’re Living All Over Me (1987)
- Bug (1988)
- Green Mind (1991)
- Where You Been (1993)
- Without a Sound (1994)
- Hand It Over (1997)
- Beyond (2007)
- Farm (2009)
- I Bet on Sky (2012)
- Give a Glimpse of What Yer Not (2016)
- Sweep It into Space (2021)